# Silurichthys marmoratus
Silurichthys marmoratus es una especie de peces de la familia Siluridae en el orden de los Siluriformes.

## Morfología
• Los machos pueden llegar alcanzar los 10,4 cm de longitud total.
- Número de vértebras: 48-52.[1]

## Hábitat
Es un pez de agua dulce. y de clima tropical.

## Distribución geográfica
Se encuentran en Asia: norte y oeste de Borneo (Sarawak, Brunéi y Kalimantan Barat).